# Gene Autry (Oklahoma)
Gene Autry is een plaats (town) in de Amerikaanse staat Oklahoma, en valt bestuurlijk gezien onder Carter County. De plaats werd in 1941 vernoemd naar de bekende countryzanger Gene Autry.

## Demografie
Bij de volkstelling in 2000 werd het aantal inwoners vastgesteld op 99.
In 2006 is het aantal inwoners door het United States Census Bureau geschat op 102, een stijging van 3 (3,0%).

## Geografie
Volgens het United States Census Bureau beslaat de plaats een oppervlakte van
0,7 km², geheel bestaande uit land.

## Plaatsen in de nabije omgeving
De onderstaande figuur toont nabijgelegen plaatsen in een straal van 20 km rond Gene Autry.